# Vengeance diabolique
Pour plus de détails, voir Fiche technique et Distribution.
Vengeance diabolique ou Les Démons du passé au Québec (Sometimes They Come Back ; littéralement « Parfois ils reviennent ») est un téléfilm d'horreur américain réalisé par Tom McLoughlin, diffusé en 1991 sur le réseau CBS. Il s'agit de l'adaptation de la nouvelle Cours, Jimmy, cours de Stephen King.
Deux pseudo-suites lui sont données : Les Enfants du diable (Sometimes They Come Back... Again, 1996), qui reprend la même idée de départ, et Le Diable des glaces (Sometimes They Come Back... for More, 1999), qui n'a rien à voir avec les deux précédents volets.

## Résumé
Jim Norman, un professeur d'histoire géographie, est engagé pour enseigner dans le lycée de la ville où il a grandi et où son frère aîné, Wayne, s'est fait assassiner devant ses yeux par trois voyous, ses meurtriers étant eux-mêmes morts peu après écrasés par un train. Les élèves les plus brillants de sa classe sont victimes d'étranges accidents et remplacés par des blousons noirs qui sont les sosies parfaits des assassins de son frère. Norman est vite convaincu qu'ils sont revenus d'entre les morts pour se venger.

## Fiche technique
- Titre original : Sometimes They Come Back
- Titre français : Vengeance diabolique
- Titre Québécois : Les Démons du passé
- Réalisation : Tom McLoughlin
- Scénario : Lawrence Konner et Mark Rosenthal, d'après la nouvelle Cours, Jimmy, cours de Stephen King
- Musique : Terry Plumeri
- Décors : Philip Dean Foreman
- Costumes : Karen Patch
- Photographie : Bryan England
- Montage : Charles Bornstein
- Production : Dino De Laurentiis et Michael S. Murphey
- Sociétés de production : Come Back Productions, Dino de Laurentiis Communications et Paradise Films
- Société de distribution : CBS
- Pays d'origine :  États-Unis
- Langue originale : anglais
- Genre : horreur
- Durée : 97 minutes
- Date de première diffusion : 
  -  États-Unis : 7 mai 1991 sur CBS

## Distribution
- Tim Matheson  (VF : Emmanuel Jacomy)  : Jim Norman
- Brooke Adams  (VF : Anne Rondeleux)  : Sally Norman
- Robert Rusler  (VF : Bruno Dubernat)  : Richard Lawson
- Nicholas Sadler : Vinnie Vincent
- Bentley Mitchum : David North
- Chadd Nyerges  (VF : Ludovic Baugin)  : Chip
- William Sanderson  (VF : Sylvain Clément)  : Carl Mueller
- Robert Hy Gorman : Scott Norman
- T. Max Graham  (VF : Jean-Pierre Delage)  : l'inspecteur Pappas
- Matt Nolan  (VF : Lionel Melet)  : Billy Sterns
- William Kuhlke  (VF : Igor De Savitch)  : le principal Simmons
- Tasia Valenza  (VF : Malvina Germain)  : Kate
- Duncan McLeod  (VF : Serge Lhorca)  : l'officier Nell âgé
- Chris Demetral : Wayne Norman

## Production
Le tournage a lieu dans l'État du Missouri en trente jours, sous des conditions météorologiques difficiles : une tempête de neige et plusieurs orages ont fortement perturbé le tournage.

## Accueil
Pour Matt Rousch, de USA Today, le film « s'étouffe sur sa propre bizarrerie » mais « reste une très bonne histoire pour les soirées d'hiver ». Alexandre Poncet, de Mad Movies, estime qu'il « marque quelques points, en partie grâce à l'interprétation très convaincante de Tim Matheson et Brooke Adams » mais qu'il commet plusieurs mauvais choix d'adaptation, entre autres « la fâcheuse idée de repenser la séquence centrale de la nouvelle », et qu'il « perd la temporalité très singulière de l'histoire originale au profit d'une structure mécanique mille fois vue ».